# Wisłoczek (potok)
Wisłoczek – potok, lewobrzeżny dopływ Wisłoka o długości 7,12 km.
Płynie w Beskidzie Niskim. Jego źródła znajdują się na wysokości ok. 720 m n.p.m. na północnych stokach Jawornika. Spływa początkowo w kierunku północno-wschodnim przez wieś Wisłoczek, po czym – u podnóży Wierchu Tarnawskiego należącego do Wzgórz Rymanowskich - skręca ku wschodowi. Płynie następnie u północnych podnóży Szczobu (556 m n.p.m.) wąską doliną, w której do 1946 r. znajdowała się wieś Tarnawka, by na wysokości ok. 370 m n.p.m. ujść do Wisłoka tuż powyżej zabudowań wsi Rudawka Rymanowska.